# Wólka Łubkowska
Wólka Łubkowska – wieś w Polsce położona w województwie lubelskim, w powiecie opolskim, w gminie Poniatowa.
W latach 1975–1998 miejscowość administracyjnie należała do ówczesnego województwa lubelskiego.
Wieś stanowi sołectwo w gminie Poniatowa. Według Narodowego Spisu Powszechnego z roku 2011 wieś liczyła 64 mieszkańców.
Wierni Kościoła rzymskokatolickiego należą do parafii Matki Bożej Królowej Polski i św. Judy Tadeusza w Łubkach.

## Historia
Z 1884 r. pochodzi informacja, że wieś posiadała jeszcze jedną nazwę Lubkowskie Budy alias Budki. Powstała z osiedla leśnego i przez co można uznać datę jej pojawienia się przynajmniej w XVIII w. W końcu XIX i w XX w. pisano ją ciągle Wólka Łubkowska aż do dzisiaj.
Według Towarzystwa Kredytowego Ziemskiego folwark Łubki (z wsiami Łubki i Wólka Łubkowska alias Budy Łubkowskie) rozległy mórg 1676 w tym: grunta orne i ogrody mórg 834, łąk mórg 36, pastwiska mórg 18, wody mórg 6, lasu mórg 708, nieużytki i place mórg 74, budynki murowane 3, z drzewa 18, młyn wodny, pokłady kamienia wapiennego. Przez wieś rzeczka Trepa przepływa, na której istnieje most za opłatą mostową. Wieś Łubki osad, 39, z gruntem mórg 501, wieś Wólka Łubkowska alias Budy Łubkowskie osad. 10, z gruntem mórg 132.